# Ǣ̨
Cette page contient des caractères spéciaux ou non latins. S’ils s’affichent mal (▯, ?, etc.), consultez la page d’aide Unicode.
Ǣ̨, ou E dans l’A ogonek macron, est un graphème utilisé dans l’écriture du vieux norrois. Il s’agit de la lettre Æ diacritée d’un ogonek et d’un macron.

## Représentations informatiques
Le E dans l’A ogonek macron peut être représenté avec les caractères Unicode suivants :
- précomposé (supplément Latin-1, diacritiques)[1],[2] :

| formes    | représentations | chaînes de caractères | points de code | descriptions                                         |
| --------- | --------------- | --------------------- | -------------- | ---------------------------------------------------- |
| capitale  | Ǣ̨               | Ǣ◌̨                    | U+01E2 U+0328  | lettre majuscule latine ae macron diacritique ogonek |
| minuscule | ǣ̨               | ǣ◌̨                    | U+01E3 U+0328  | lettre minuscule latine ae macron diacritique ogonek |

- décomposé (latin de base, diacritiques) :

| formes    | représentations | chaînes de caractères | points de code       | descriptions                                                     |
| --------- | --------------- | --------------------- | -------------------- | ---------------------------------------------------------------- |
| capitale  | Ǣ̨               | Æ◌̨◌̄                   | U+00C6 U+0328 U+0304 | lettre majuscule latine ae diacritique ogonek diacritique macron |
| minuscule | ǣ̨               | æ◌̨◌̄                   | U+00E6 U+0328 U+0304 | lettre minuscule latine ae diacritique ogonek diacritique macron |